# Станислав Димитров (футболист, р. 1996)
Вижте пояснителната страница за други личности с името Станислав Димитров.
Станислав Димитров (роден на 24 март 1996 г.) е български футболист, играе като вратар и се състезава за Спартак Плевен.

## Клубна кариера
Станислав е юноша на столичния Левски, като дори тренира с първия отбор. През есента на 2015 играе за Шумен, а от януари 2016 е част от Бдин Видин. През лятото на 2017 е привлечен в Спартак Плевен, като част от селекцията имаща задачата да върне клуба в професионалния футбол.

### Спартак Плевен
Станислав записва първия си официален мач за Спартак в турнира за Купата на България срещу Кариана Ерден. Редовното време завършва 2:2 и се преминава към изпълнение на дузпи. Стефан Христов пропуска за Спартак петата дузпа, но Станислав Димитров спасява тази на Васил Тачев и оставя Спартак в играта. Следва гол за Спартак на Захари Янков и резултат 7:6, Стенислав Георгиев стреля в аут и Спартак продължава напред.